# Jakob Andkjær
Jakob Sciøtt Andkjær (født 7. maj 1985) er en dansk elitesvømmer, som svømmer på det danske svømmelandshold. Jakob Andkjær kommer fra klubben VI39/VAT89. Jakob Andkjær er sprinter og hans favoritdiscipliner er fri og butterfly.
I foråret 2006 svømmer og studerer Jakob Andkjær ved Auburn University i Auburn, Alabama i USA. Han studerer industrielt design.

## Bedste internationale resultater
- Nr. 6 ved EM på kortbane, 2004, i 50 m butterfly
- Nr. 14 ved VM på langbane, 2005, i 50 m butterfly
- Nr. 3 ved EM på langbane, 2006, i 50 m butterfly
- Nr. 3 ved VM på langbane, 2007, i 50 m butterfly